# Moist
Moist, egentligen David Elfström Lilja, född Elfström den 19 maj 1971 i Söderhamn, är en svensk electronica-producent, musiker, remixare och artist.
2012 kom hans debutskiva "Temporary Arrangements".
2013 blev Moist tilldelad Söderhamn Kommuns Kulturpris för betydande bidrag till musik- och kulturlivet.
2018 kom hans andra fullängdare "Lavine".

## Diskografi

### Album
- 2024 - Refurbished
- 2022 - Excerpts (2012-2022)
- 2020 - Lavine (Deluxe Edition)
- 2018 - Lavine
- 2014 - Temporary Instrumentals
- 2012 - Temporary Remixes (Remixalbum)
- 2012 - Temporary Arrangements

### EP/singel
- 2024 - With or Without You (feat. Alex Eklund)
- 2023 - Only You (feat. Coppia)
- 2023 - I Wanna Know What Love Is (feat. Maria Marcus)
- 2023 - Drive (feat. Johannes Kotschy)
- 2022 - Under My Skin - Remix EP (feat. Kebu, Johan Baeckström, Performing Art, AvantgardeSweden)
- 2022 - Under My Skin
- 2021 - Hearts Burn Slow - Remix EP (feat. Tangerine Dream, Krister Linder & Red Snapper)[4]
- 2020 - Hearts Burn Slow[5]
- 2020 - Berlin
- 2018 - Firefly
- 2018 - Traces Remixes
- 2018 - Traces
- 2015 - Lament (feat. Lisa Pedersen)
- 2014 - Worlds Collide II
- 2013 - Worlds Collide
- 2012 - You And Me (feat. Smith & Thell)
- 2011 - Hold On
- 2011 - Illumination Sea
- 2011 - Far Beyond The Endless
- 2009 - Far Beyond The Endless (EP)
- 2009 - Just Say You're Sorry (feat. Sophie Rimheden)
- 2008 - I Am What I Am (EP)

### Samlingsskivor
- 2019 - Swedish Electro Vol 6 med låten Words (Kristoffer Elmqvist Sehnsucht Remix)
- 2013 - Swedish Electro Vol 1 med låten Me And You
- 2011 - Sendai Charity 2 med låten Illumination Sea
- 2010 - Chilltronica #2 med låten Far Beyond The Endless
- 2008 - The Loudest Vol 1 med låtarna How Long (2008) och I Am (Red Snapper Remix)
- 2008 - Artists For The Seventh Generation med låtarna I Am

### Officiella Remixar
- 2024 - Arvid Tuba - Chord Planet (Moist Remix)
- 2024 - Chaos Tamed - Unforget (Moist Remix)
- 2024 - Das Elite – Do You Love Me (Moist Remix)
- 2024 - Emmanuel De La Paix – Light Quanta (Moist Remix)
- 2024 - Gränslöst - Boulognerskogen (Árstraumur Remix)
- 2024 - Hoy – Hold Me Back (Moist Remix)
- 2024 - Nordens Lejon – Andetag (Moist Remix)
- 2023 - Shadowplay Theatre – Attack (Moist Remix)
- 2023 - Red Snapper – Sugerpunch (Moist Remix)
- 2023 - Johan Baeckström – Always Here (Moist Remix)
- 2023 - Lustans Lakejer – Mörk Materia (Moist Synthetic Version)
- 2023 - Lustans Lakejer – Jag Kan Läsa Mellan Raderna (Moist Dramatic Remix)
- 2022 - DAS ELITE – Landslide (Moist Remix)
- 2022 - Some Are Lonely – As I Was Waiting (Moist Remix)
- 2022 - DAS ELITE – Torment (Moist Remix)
- 2022 - Coppia – The Bad Ones (Moist Remix)
- 2021 - D4RKSTAR – Lead Me Astray (Moist Remix)
- 2021 - Shadowplay Theatre – Ritual Of The Snake Attack (Moist Remix)
- 2020 - Cosmic Crisis - When I Was Famous (Moist Remix)
- 2020 - Stugan & Not Lars feat. Last Dancer - A Stranger In Moscow (Moist Remix)
- 2020 - Johannes Kotschy - Something Awful (Moist Remix)
- 2019 - We The North (feat Vita Arkivet) - Vi (Moist Remix)
- 2019 - Dilba - I Remember U (Moist Remix)
- 2015 - JustD - Dansar Runt På Måfå (Moist Remix)
- 2015 - Flies+Flies - Later On (Moist Remix)
- 2015 - Mikael Vasara - Hos Nån Annan (Moist Remix)
- 2015 - Empress Touch - Precious (Moist Retro Remix)
- 2015 - Thomas Di Leva - Ord Och Inga Visor (Moist Remix)
- 2015 - Rich Thair - Yes It Is (Moist Remix)
- 2015 - Tomas Andersson Wij & Ane Brun - Romantiken (Moist Remix)
- 2015 - Erasure - Sacred (Moist’s 8 Bit Chip Remix)
- 2015 - The Beloved - For Your Love (Moist 2015 Remix)
- 2014 - Imogen Heap - Run-Time (Moist Remix)
- 2014 - Moby - Almost Home (Moist's Almost Asleep Remix)
- 2014 - Red Snapper - Walking Man (Moist's Stumbling Remix)
- 2014 - Plastic - I Want U (Moist Remix)
- 2013 - Pet Shop Boys - Vocal (Moist Remix)
- 2013 - Ratata - Ögon Av Is (Moist - Allt Och Ingenting Remix)
- 2013 - Sophie Rimheden - Grannens Gräs (Moist Remix)
- 2013 - Allison Chanic - White (Moist Remix)
- 2013 - Krister Linder - Gone (Moist Remix)
- 2012 - Erasure - I Lose Myself (Moist Remix)
- 2012 - Butterfly Boucher - 5678! (Moist Remix)
- 2012 - Tomas Andersson Wij - Sturm Und Drang (Moist Geniezeit Remix)
- 2012 - Ratata - Ögon Av Is (Moist Remix)
- 2012 - Audio Objekt - Skåne Runt (Moist Rollator Remix)
- 2012 - Sophie Rimheden & Håkan Lidbo - Dancing With Tears In My Eyes (Moist Remix)
- 2011 - Red Snapper - Architectronic (Moist Remix)
- 2011 - Lisa Pedersen - Lightblue '83 (The Void Remix)
- 2010 - Sepiamusic - Crazy Burn (Moist Remix)
- 2010 - Kevin Lehnberg - Ready For Love (The Void Remix)
- 2009 - Magnus Carlsson - This Is Disco (Moist Remix) & (Moist Instrumental Remix)
- 2009 - Sandra Dahlberg - Ta På Mig (Moist Club Remix)
- 2009 - Alcazar - Burning (The Void Remix)
- 2009 - Agnes - On And On (The Void Remix)
- 2009 - Agnes - Release Me (The Void Remix)
- 2007 - Sofia Talvik - Wish (Moist 333 Remix)
- 2006 - Sophie Rimheden & Annika Holmberg My Madness - (Full Of Moist Remix)
- 2006 - Otur - Enough (Moist Remix)
- 2005 - Mauro Scocco - Kall Stjärna (Electroclub Remix)
- 2005 - Lena Philipson - Jag Ångrar Ingenting (Moist Remix)
- 2004 - Lustans Lakejer - Rid I Natt (TR Takano Remix) & (TR Takano Remix - Telephone Edition)
- 2003 - The Knife - Heartbeats (Hardbeats Remix)
- 2003 - Mauro Scocco - La DolceVita (Funcadelic Remix)
- 2002 - Space Age Baby Jane - No One Here Gets Out Alive (Kling Und KlangRemix) & (Yoko Homoe Extended Club)
- 2002 - Cotton Ferox - feat. Krister Linder Phantasmoplasm (Ultrasound Remix)
- 2002 - Therese - I Need Somebody (Compile Electroclash Remix)
- 2002 - Blacknuss - Thinking Of You (dZ vs Embryo Club Mix) & (dZ vs Embryo Club Mix Edit)
- 2001 - Titiyo - Come Along (Statement Remix)
- 2001 - Titiyo - 1989 (Compile Mellow Remix) & (Compile Ruff Remix) & (dZ vs Embryo Disco Remix)
- 2000 - Antiloop - Start Rockin' (dZ vs Embryo Beat Mix) & (dZ vs Embryo Minimal Mix)